# Палотье, Лена
Лена Палотье (фин. Leena Peltonen-Palotie, 16 июня 1952, Хельсинки — 11 марта 2010; девичья фамилия — Пелтонен) — финский учёный-генетик, профессор.
Палотье считалась одной из ведущих исследователей-генетиков. В сотрудничестве с другими учёными она участвовала в открытии 15 генов частично наследуемых заболеваний, таких как гипертензия, шизофрения, непереносимость лактозы, артроз и рассеянный склероз.
С 1998 по 2002 год Палотье участвовала в создании Геномного центра при Калифорнийском университете Лос-Анджелеса, а в 2003 году стала профессором Академии Финляндии. В апреле 2005 Палотье начала работу в Хельсинкском университете и Национальном общественном институте здоровья Финляндии. Она также состояла на должности директора проекта Евросоюза GenomEUtwin, целью которого является определение генетических предпосылок различных заболеваний. С 2004 года Палотье входила в совет директоров корпорации Orion, крупнейшей фармацевтической компании в Финляндии.
Является автором более 370 научных статей. Имеет большое число академических наград, получила почётную учёную степень Уппсальского университета. В 2006 году, Палотье была удостоена награды Бельгийского фонда Ван Гизеля за биомедицинские исследования, а также награды Шведского фонда имени Эрика Фернстрёма.
Лена Палотье умерла 11 марта 2010 года от опухоли кости.

## Награды
- Премия Андерса Яре по медицине[норв.] (1992)